# إرماتشي
إرماتشي (بالإنجليزية: Aermacchi) هي شركة إيطالية سابقة، لصناعة الطائرات. وكانت تعرف سابقا باسم ايرونوتيكا إرماتشي (بالإنجليزية: Aeronautica Macchi)، تأسست الشركة في عام 1912 من قبل جوليو ماتشي، وتقع في فاريزي في شمال غرب لومباردي. مع مصنع يقع على ضفاف بحيرة فاريزي، وكانت الشركة تصنع أصلا الطائرات المائية.